# ジョシュ・ヒル
ジョシュ・ヒル（Joshua James Hill, 1983年3月27日 - ）はオーストラリア連邦西オーストラリア州アーマデール出身の元プロ野球選手（投手）。右投右打。

## 経歴
2001年2月にミネソタ・ツインズと契約。
2006年3月、この年から開催される事となったワールド・ベースボール・クラシック（WBC）のオーストラリア代表に選出された。
2007年は、傘下A+級フォートマイヤーズ・ミラクルで17試合に登板して、3勝2敗、防御率3.00の成績を残し、6月に傘下AA級ニューブリテン・ロックキャッツに初昇格。16試合に登板して、3勝2敗、防御率4.36の成績を残した。またオフの11月には、「日豪親善 野球日本代表最終強化試合」のオーストラリア代表に選出された。12月6日にルール・ファイブ・ドラフトのマイナーリーグフェイズでピッツバーグ・パイレーツに指名され移籍。
2008年は、傘下AA級アルトゥーナ・カーブで22試合に登板し、4勝11敗、防御率4.53の成績を残した。
2009年開幕前の3月に、第2回WBCのオーストラリア代表に選出された。2大会連続2度目の選出となったが、試合出場はなかった。シーズン開幕はAA級アルトゥーナで迎え、22試合に登板し、0勝1敗、防御率5.45の成績を残していたが、6月7日に自由契約となった。

## 選手としての特徴
長身から繰り出される速球を武器とした本格派投手で主に中継ぎである。

## 詳細情報

### 代表歴
- 2006 ワールド・ベースボール・クラシック・オーストラリア代表
- 2009 ワールド・ベースボール・クラシック・オーストラリア代表